# Campeonato Mundial de Triatlo de 1990
O Campeonato Mundial de Triatlo de 1990 foi a segunda edição do evento máximo do triatlo, aconteceu em Orlando, Florida no dia 15 de setembro  organizado pela International Triathlon Union (ITU). 

## Resultados
| Evento    | Ouro                          | Prata                     | Bronze                      |
| --------- | ----------------------------- | ------------------------- | --------------------------- |
| Masculino | Gregory Welch · Austrália     | Brad Beven · Austrália    | Stephen Foster · Austrália  |
| Feminino  | Karen Smyers · Estados Unidos | Carol Montgomery · Canadá | Joy Hansen · Estados Unidos |